# Etnisch conflict

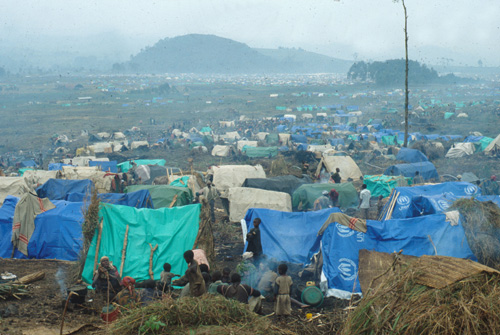
Vluchtelingenkamp in Zaïre tijdens de Rwandese Genocide

Een etnisch conflict of etnische oorlog is een oorlog tussen etnische groepen, vaak als gevolg van etnisch nationalisme. In de nasleep van de Koude Oorlog ontstond een golf van dergelijke conflicten. Vaak resulteren etnische conflicten in oorlogsmisdaden zoals genocide. Wetenschappelijk gezien bestaan voor de oorzaken drie vormen van theorieën: primordialistisch, instrumentalistisch en constructivistisch, die meer recentelijk worden gecombineerd met als doel het fenomeen beter te kunnen begrijpen. 
Vanuit een primordialistisch oogpunt gezien ontstaat een etnisch conflict, omdat er tussen bevolkingsgroepen fundamentele onoverbrugbare verschillen zijn in tradities, geloof, en taal. Vanuit instrumentalistisch oogpunt wordt de etnische achtergrond slechts gebruikt als instrument om een conflict met een andere bevolkingsgroep te waarborgen. Het constructivisme ten slotte stelt dat een conflict ontstaat op basis van kennis en ervaringen, gepropageerd binnen een bepaalde bevolkingsgroep. Een voorbeeld hiervan is het conflict tussen de Hutu's en de Tutsis, dat ontstond op basis van identiteitspapieren, die in 1930 door de Belgische koloniale macht werden uitgereikt. Hierin werden de bevolkingsgroepen onderverdeeld op basis van triviale zaken als grootte van de veestapel, fysieke kenmerken en kerkbezoek. In de loop der jaren zijn beide groepen zich steeds verder met zichzelf gaan identificeren.
Het wetenschappelijk debat heeft zich ook gericht op de vraag of etnische conflicten sinds he einde van de Koude Oorlog nu wel of niet meer voorkomen en op het vinden van manieren om conflicten te kunnen beheersen door instrumenten als consociationalisme en federalisering.